# Внутренний Свет
Внутренний Свет — теологический термин, означает находящийся в человеке Свет Христа; то, что от Бога; Дух Божий в человеке. Древнее понятие, которое применяли ещё ранние христиане, говоря о сияющем в них свете Христа. Современное определение Внутреннего Света (англ. Inner Light), впервые введенное в обращение в 1904 году американским протестантским теологом Руфусом Джонсом, таково: «Внутренний Свет — это идея о том, что существует нечто Божественное, "то, что от Бога в человеческой душе"». Джонс доказывал, что доктрину внутреннего света разделяли Джордж Фокс и другие христианские мистики, но некоторые теологи и историки, в особенности Льюис Бенсон, отрицают эту точку зрения.

## Происхождение
Слово «свет» обычно используется христианами как метафора Христа, происходящая из многих библейских стихов, включая Евангелие от Иоанна 8:12: «Я свет миру; кто последует за Мною, тот не будет ходить во тьме, но будет иметь свет жизни».
Некоторые христиане приняли эту идею — идти в свете Христа, что означает присутствие Бога внутри человека, а также прямое и непосредственное личное восприятие Бога. Например, квакеры верят не только в то, что этот внутренний свет может вести отдельных людей, но также и в то, что члены религиозной общины могут собираться вместе, чтобы обрести общее водительство Божье, делясь друг с другом индивидуальными заботами и полученными откровениями. Швейцарский квакер Пьер Лаку в книге «Бог есть молчание» описывает «молчание, которое активно заставляет воссиять Внутренний Свет».

## Родственные термины
Термины, схожие по значению с Внутренним Светом, включают Свет Бога, Свет Христа, то, что от Бога, Дух Божий в нас и Свет внутри. Современные христиане часто используют их взаимозаменяемо.

## Истоки
Идея о том, что Внутренний Свет пребывает в каждом человеке, базируется, отчасти, на отрывке из Нового Завета, а именно Евангелии от Иоанна 1:9, где говорится: «Был Свет истинный, Который просвещает всякого человека, приходящего в мир». В одной части стиха указывает на то, что каждый человек рождается со Светом внутри.
Один из выдающихся христианских мистиков XVII века Джордж Фокс провозгласил, что обрел непосредственное восприятие Бога. Изучив различные религиозные секты, он пришёл к заключению о том, что ни одна из них не может служить для него высшим руководителем. И тогда, по его собственному признанию, он услышал голос, который сказал ему: «Существует один лишь Иисус Христос, только он может объяснить твое состояние». Джордж Фокс чувствовал, что Бог хотел, чтобы он учил других людей не полагаться на человеческих учителей или руководителей, поскольку никто из них не мог напрямую воспринимать Бога и слышать его голос внутри себя. Фокс написал в своем дневнике: «Я был рад получить приказание обращать людей к этому Внутреннему Свету, духу и милости, благодаря которым все могут узнать своё спасение и путь к Богу; именно этот божественный Дух поведет их ко всякой Истине, и он, вне всякого сомнения, никогда никого не обманет». Фокс говорил, что Христос, Свет, пришёл сам учить свой народ; чтобы «людям не нужно было никакого учителя, кроме Света, пребывающего во всех мужчинах и женщинах» (как обретенное ими помазание); если люди будут молчать, ожидая Бога, Свет научит их, как им жить, даст им знание о Христе, покажет состояние их сердец; любящих Свет он освободит от «причины греха»; и вскоре после этого Христос вернется во славе, чтобы установить Царство своё в их сердцах. Фокс призывал разрушить грех Светом внутри, как Крестом Христа, Властью Бога.
Чуть позже Роберт Баркли, британский христианский теолог, написал: «Тогда была обретена самая определенная доктрина; суть ее заключалась в присутствии евангелического и спасающего Света в каждом человеке, во всеобщности любви и благодати Божьей в отношении человечества, что проявляется и утверждается как в смерти Иисуса Христа, возлюбленного Сына Божьего, так и в проявлении Света в сердце, вопреки всем отрицающим это возражениям». Как показывают цитаты, и Баркли, и Фокс связывали Свет не только с экспериментальным знанием Бога, но и с благодатью и милостью, которые ведут к спасению от греха и принятию человека Богом.

## Отличие от других внутренних источников
Важно заметить, что многие христиане отличают это божественное руководство (или «побуждения», или «водительства Духа») как от исходящих изнутри импульсов, так и от общих моральных норм. На самом деле, как указала Марианна МакМюллен, человек может ощутить побуждение сказать во время молитвы нечто, противоположное тому, что он или она думают. Другими словами, как правило, Внутренний Свет отождествляется не с совестью или нравственной чувствительностью, но с чем-то более высоким и глубоким, обучающим, а иногда и поправляющим эти аспекты человеческой природы.

## В Библии
Христиане рассматривают Библию, как источник мудрости и руководства. Но некоторые из них склонны полагаться на предназначенное именно им личное водительство Бога, как на больший авторитет, нежели библейский текст. Они полагают, что для правильного понимания Библии необходим Внутренний Свет, который объяснит ее и научит человека, как применять библейские учения в современных ситуациях. Однако христиане-фундаменталисты считают, что Библия более авторитетна, чем Внутренний Свет, и что ею следует проверять личные водительства.